# Pomme Fritz
Pomme Fritz (с подзаголовком The Orb’s Little Album) — мини-альбом британской электронной группы The Orb, изданный 13 июня 1994 года на лейбле Island Records.
Этот альбом, созданный для поддержания группы в период плохого менеджмента, стал их первым альбомом с немецким продюсером Томасом Фельманом, а также последним с участием Криса Уэстона, который предстал в значительно уменьшенной роли звукоинженера.
Хаотичный Pomme Fritz отодвинул группу от мелодичного, эмбиентного звучания в сторону более абстрактного, экспериментального стиля, включающего в себя шумы, сэмплирование, фрагментированные ритмы, индустриальные текстуры, неразборчивые голоса и технику звукового коллажа. Island Records «возненавидели» альбом и «вообще не поняли его», по словам лидера группы Алекса Патерсона.
После выхода Pomme Fritz достиг шестого места в чарте альбомов Великобритании UK Albums Chart, но разделил мнение поклонников и критиков: некоторые назвали его «каракулями» и отметили отсутствие целенаправленности. Однако Rolling Stone назвал его «звуковым пиршеством», несмотря на «отсутствие связности» и направления. В последнее время альбом получил больше признания, а Патерсон назвал его одним из своих любимых альбомов Orb.

## Отзывы
| Оценки критиков                   | Оценки критиков |
| Источник                          | Оценка          |
| --------------------------------- | --------------- |
| AllMusic                          | [ 5 ]           |
| The Encyclopedia of Popular Music | [ 6 ]           |
| The Great Rock Discography        | 6/10            |
| Rolling Stone                     | [ 8 ]           |
| The Rolling Stone Record Guide    | [ 9 ]           |
| Spin Alternative Record Guide     | 6/10            |

Orblivion получил положительные и смешанные отзывы от музыкальных критиков.
Мини-альбом Pomme Fritz бросил вызов фанатам группы и вызвал недоумение у критиков.
Стюарт Макони из Select был в меру благосклонен. Он назвал альбом «интересными полчаса с лишним» и счёл его чем-то вроде «звуковой тизерной рекламы» к последующему материалу. Он выделил «Pomme Fritz (Meat 'N Veg)» как лучший трек альбома, а остальные треки счёл «аморфной серией вариаций» на его основе. Джон Видерхорн из Rolling Stone назвал альбом «звуковым пиршеством» и счёл, что Orb «внушают благоговение, разбрызгивая изобилие несфокусированных шумов и сэмплов по сетке из раздувающихся, текстурированных синтезаторных линий», а не «вызывают гипноз через минимализм и повторение», как другие эмбиент-группы. Однако он отметил «отсутствие связности», из-за чего альбом кажется незавершённым. Pomme Fritz был выбран в качестве «Staff Selection» журналом Spin, где Джо Стоу отметил «более жуткую» направленность альбома, «сбивая и разбавляя все от (того, что звучит как) звуки хинди до Нюрнбергского митинга через шесть звуковых ландшафтов до крайней степени обморожения головы».
Среди ретроспективных рецензий: Дерек Уолмсли из The Quietus счёл альбом одним из «величайших достижений Orb», назвав его «лаконичным, но при этом обескураживающе многослойным высказыванием». В The Rough Guide to Rock Дэниел Джейкобс и Дэвид Рен назвали Pomme Fritz одним из лучших альбомов Orb, назвав его «наименее эмбиентной» записью. Джеймс Фергюсон из Trouser Press, который посчитал, что альбом выглядит «смутно злым» и несёт в себе «непроницаемую мрачность», написал, что «совершенно очевидно, что Патерсон устал от музыки, которую он помог кодифицировать», а Resident Advisor посчитал, что альбом «[тестирует] границы электроники». Редактор в Rolling Stone Album Guide считает, что альбом «[каракули] дружелюбны» и в значительной степени лишены идей, но хвалит «очаровательный» заглавный трек. Audio считает, что альбом с его «мрачными индустриальными тонами» указывает на то, где Патерсон начал «терять свой путь»". Джон Буш из AllMusic также считает, что альбом дал первый намёк на то, «что Orb, возможно, зашли слишком далеко», и считает «Alles Ist Schoen» с его «прекрасными эмбиентными грувами» изюминкой альбома.

## Список композиций

### Первая сторона
1. «Pomme Fritz (Meat 'N Veg)» — 9:04
2. «More Gills Less Fishcakes» — 8:05
3. «We’re Pastie To Be Grill You» — 7:15

### Вторая сторона
1. «Bang 'Er 'N Chips» — 7:47
2. «Alles Ist Schoen» — 7:17
3. «His Immortal Logness» — 2:03